# Rectoria de Vilavenut
La Rectoria de Vilavenut és una obra del poble de Vilavenut, al municipi de Fontcoberta (Pla de l'Estany), inclosa a l'Inventari del Patrimoni Arquitectònic de Catalunya.

## Descripció
Edifici de planta rectangular que presenta una crugia afegida, per la banda de ponent, a l'edifici originari. Per la banda oposada hi ha un cos adossat en planta baixa que presenta portals d'arc semicircular. La coberta és amb ràfec de combinació de dues filades de rajol i una de teula. Els sostres interiors són amb cairats. Les façanes han estat repicades. Les obertures són senzilles, generalment rectangulars, excepte a ponent on hi ha una galeria superior.
Alguns sostres s'han refet fa poc (1989), amb forjats convencionals.

## Història
Funciona com a rectoria del poble.